# Mesofase
En física, una mesofase es un estado de materia intermedio entre líquido y sólido. La gelatina es un ejemplo común de una estructura parcialmente ordenada en una mesofase. Además, las estructuras biológicas tales como las bicapas lipídicas de las membranas celulares son ejemplos de mesofases.
Georges Friedel (1922) llamó la atención sobre los "estados mesomórficos de la materia" en su evaluación científica de las observaciones de los llamados cristales líquidos. Convencionalmente, un cristal es sólido y la cristalización convierte líquido en sólido. El oxímoron del cristal líquido se resuelve a través de la noción de mesofase. Las observaciones observaron un eje óptico que persistía en los materiales que se habían fundido y habían comenzado a fluir. El término cristal líquido persiste como un coloquialismo, pero el uso del término fue criticado en 1993: en The Physics of Liquid Crystals las mesofases se introducen desde el principio: 
...ciertos materiales orgánicos no muestran una transición única de sólido a líquido, sino más bien una cascada de transiciones que involucran nuevas fases. Las propiedades mecánicas y las propiedades de simetría de estas fases son intermedias entre las de un líquido y las de un cristal. Por esta razón a menudo se les ha llamado cristales líquidos. Un nombre más propio es "fases mesomórficas" (mesomórficas: forma intermedia): page one 
Además, la clasificación de las mesofases, según fue establecida por G. Friedel en 1922, se basa fundamentalmente en la simetría".: 10 
Las moléculas que muestran mesofases se llaman mesógenos.
En tecnología, las moléculas en las que el eje óptico está sujeto a manipulación durante una mesofase se han convertido en productos comerciales, ya que pueden utilizarse para fabricar dispositivos de visualización, conocidos como pantallas de cristal líquido (LCD). La susceptibilidad del eje óptico, llamado director, a un campo eléctrico o magnético produce el potencial de un interruptor óptico que oculta la luz o la deja pasar. Los métodos utilizados incluyen la transición de Freedericksz y el efecto de campo nemático torcido. Desde las primeras pantallas de cristal líquido, el público comprador ha adoptado la función de conmutador óptico de baja potencia de mesofases con el director.
Considere un sólido que consiste en una sola especie molecular y se somete a fusión. En última instancia, se traduce a un estado isotrópico denominado clásicamente líquido. Las mesofases se producen antes de ese punto, cuando aún se mantiene un estado intermedio de orden como en las fases nemática, esméctica y columnar de los cristales líquidos. Las mesofases, por lo tanto, exhiben anisotropía. Los dispositivos LCD funcionan como un interruptor óptico que se activa y desactiva mediante un campo eléctrico aplicado al mesógeno con el director. La respuesta del director al campo se expresa con parámetros de viscosidad, como en la teoría de Ericksen-Leslie en la mecánica de medios continuos desarrollada por Jerald Ericksen y Frank Matthews Leslie.
Los fenómenos mesofásicos son importantes en muchos campos científicos. Las sociedades profesionales cuentan con revistas académicas específicas que abordan estos fenómenos. Por ejemplo, la American Chemical Society tiene tanto Macromolecules  como Langmuir, mientras que la Royal Society of Chemistry tiene Soft Matter, y la American Physical Society tiene Physical Review E, y Elsevier tiene Advances in Colloid and Interface Science.